# Anna Millward
Anna Millward (Melbourne, 26 november 1971) is een wielrenner uit Australië.
In 2003 werd Millward vrijgesproken van een dopingincident, omdat ze duidelijk kon maken dat de aangetoonde stof lidocaïne van een insectenbeet-crème afkomstig was.

## Palmares
1996
- 1e in de Women's Challenge

1997
- nationaal kampioene tijdrijden van Australië

1998
- 1e in de tijdrit van de Common Wealth Games
- algemeen klassement Canberra Tour
- etappe 6 van de Tour de France Feminine
- nationaal kampioene tijdrijden van Australië

1999
- Millward was de eerste winnares van de Grand Prix Ouest France-Plouay, die ze in 1999 en 2001 op haar naam schreef.
- 1e in de UCI Road Women World Cup[4]
- 1e in de Australia World Cup

2000
- nationaal kampioene op de weg van Australië

2001
- 2e in de Waalse Pijl 2001
- UCI Road Women World Cup 2001
- winnares van de Bay Cycling Classic

2002
- In 2002 nam Millward voor Australië deel aan de Gemenebestspelen. Ze reed de wegrace, en behaalde zilver op de individuele tijdrit op de weg.[5]

### Olympische Zomerspelen
Op de Olympische Zomerspelen van Atlanta reed Willward onder de naam Anna Wilson de wegrace, waarin ze 17e werd. Ook reed ze de tiende tijd op de individuele tijdrit.
Op de Olympische Zomerspelen van Sydney in 2000 reed ze beide onderdelen weer, en viel ze beide keren net buiten de medailles door als vierde te eindigen.
- Australian Women's Register: AWE2621b
- Trove: 708056